# Biserica Adormirea Maicii Domnului din Roșia Montană
Biserica Adormirea Maicii Domnului din Roșia Montană este un monument istoric aflat pe teritoriul satului Roșia Montană, comuna Roșia Montană. În Repertoriul Arheologic Național, monumentul apare cu codul 6770.09.
Lângă turnul bisericii se află mormântul preotului Simion Balint (1810-1880), fost paroh greco-catolic în Roșia Montană.
Casa parohială aferentă bisericii este de asemenea monument istoric.